# Станіслас Мерхар
Станіслас Мерхар (Stanislas Merhar; нар. 23 січня 1971, Париж, Франція) — французький актор.

## Біографія
Народився в Парижі, його батько театральний режисер, родом зі Словенії, а мати журналістка. Протягом п'яти років навчався грати на фортепіано в Нормальній школі музики і працював, займаючись нанесенням позолоти на деревину. Кар'єру в кіно почав в 1997 році, зігравши головну роль у фільмі «Сухе чищення». За цю роль отримав премію «Сезар» як багатообіцяючий актор. Завдяки фільму «Полонянка» Шанталь Акерман став відомим, а потім грав головні ролі у фільмах «Френк Спадоні» і «Адольф».

## Фільмографія
- 1997: Сухе чищення / Nettoyage à sec
- 1998: Граф Монте-Крісто (телесеріал) / Le Comte de Monte-Cristo — Альбер де Морсер
- 1999: Лист / La Lettre
- 1999: Несамовиті / Furia
- 2000: Полонянка / La Captive
- 2002: Спасибі, доктор Рей / Merci Docteur Rey
- 2005: Мистецтво красиво розлучатися / Un fil à la patte
- 2011: Мистецтво любити / L'Art d'aimer
- 2012: Божевілля Альмейера / La Folie Almayer
- 2014: Розен / Rosenn
- 2015: У тіні жінок / L'Ombre des femmes